# اونی (مجارستان)
اونی (به مجاری:  Úny) یک شهرداری در مجارستان است که در ناحیه استرگوم واقع شده‌است. اونی ۱۱٫۵۸ کیلومتر مربع مساحت و ۶۵۲ نفر جمعیت دارد.